# Obermühle (Höxter)

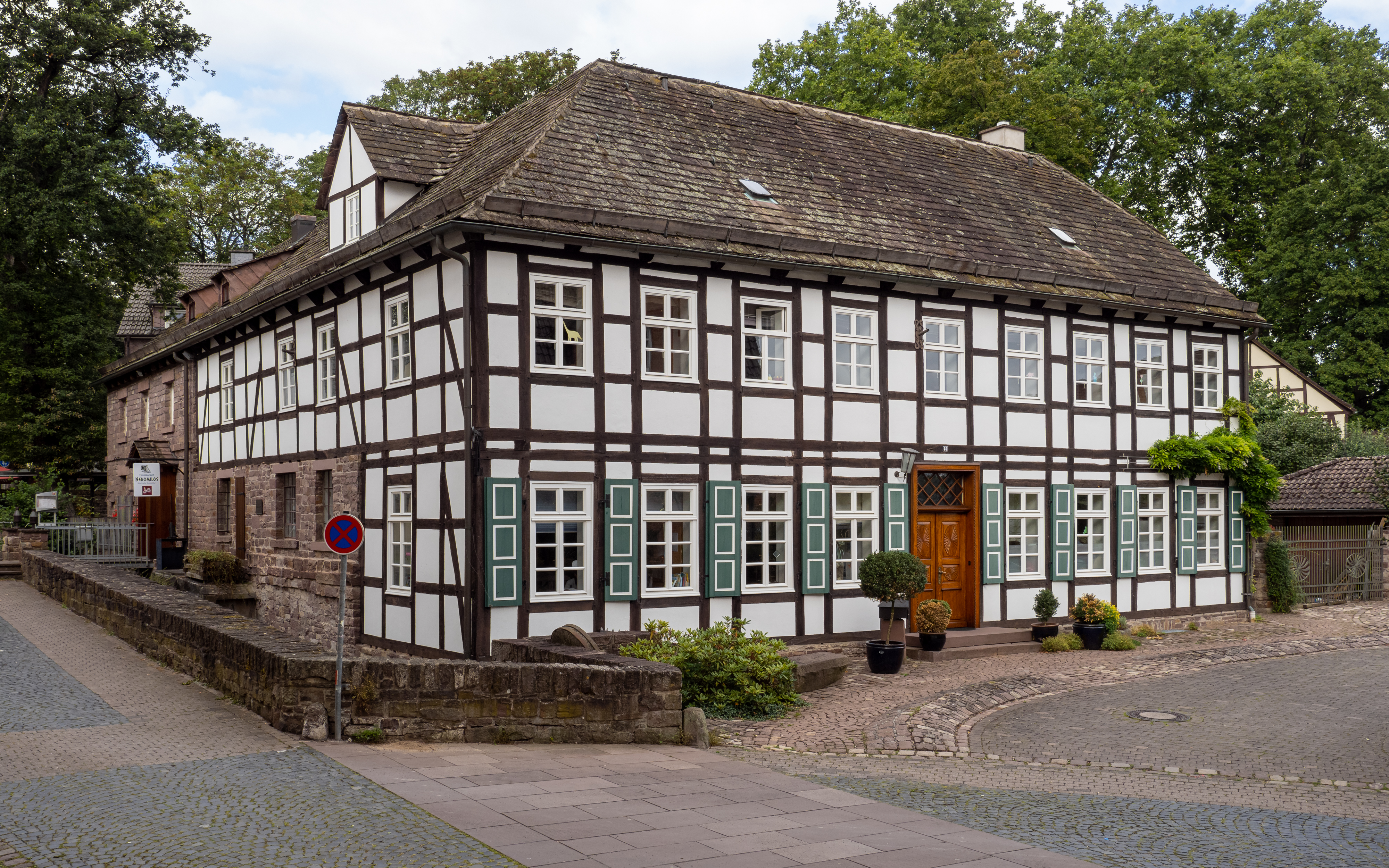
Obermühle in Höxter

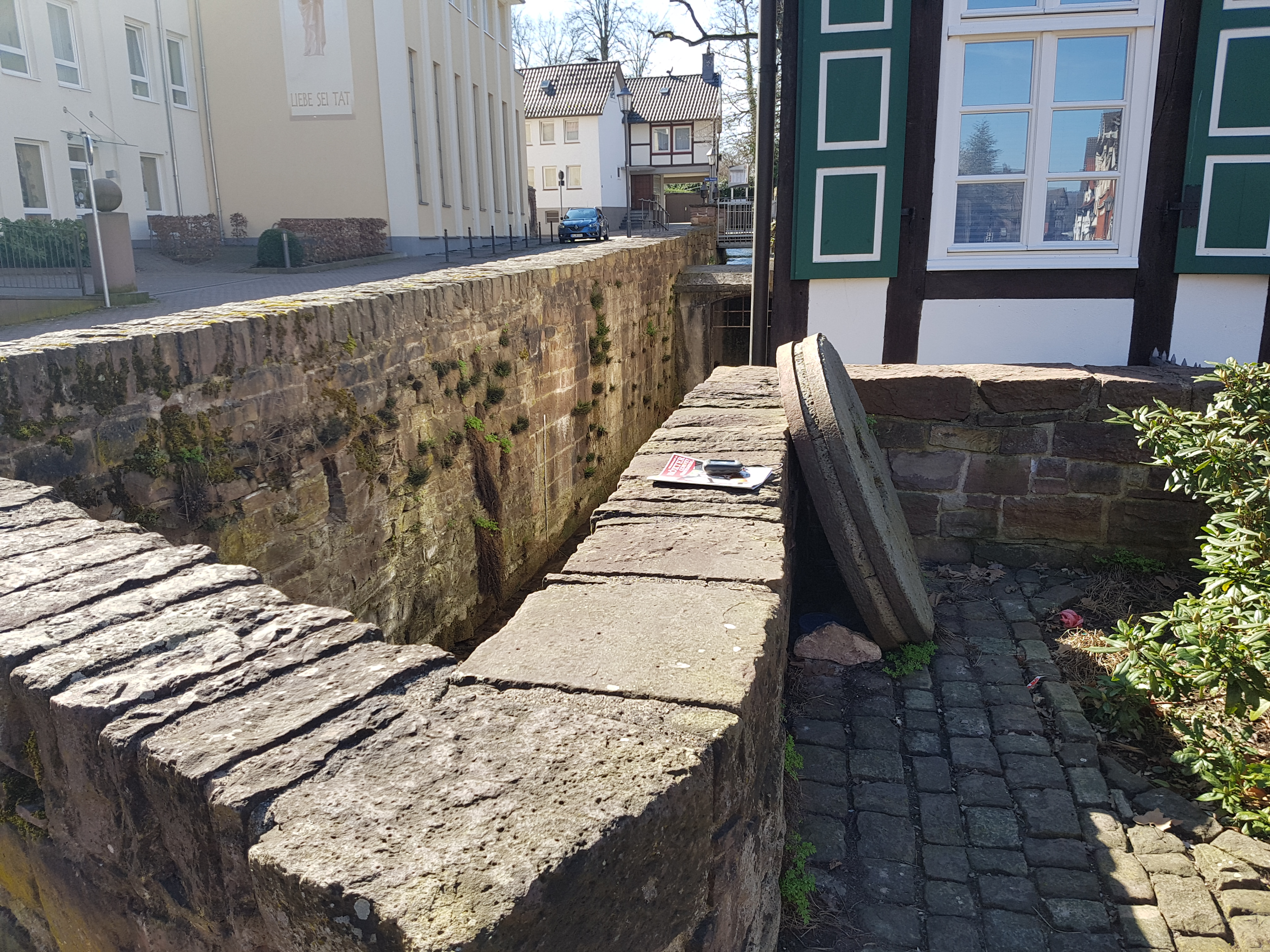
Mühlstein an der Obermühle

Die Obermühle in der Kreisstadt Höxter in Nordrhein-Westfalen ist eine ehemalige Mühle des Klosters Corvey.

## Geschichte
Die Geschichte überliefert, dass an der Grube, die fast schnurgerade die Stadt durchfloss, zwei Kornmühlen lagen. Direkt hinter dem Eintritt des Baches in die Stadt lag die Obermühle, die stets dem Abt von Corvey gehörte. Erstmals urkundlich erwähnt wurde sie 1305.
1787 besaß sie zwei Mahlgänge und einen Ölgang. Hinzu kamen etwa elf Morgen Garten, Acker und Wiese. Seit 1787 war sie dann unter Johann Ernst Hartmann in Erbpacht, dessen Familie bis 1837 der Besitzer blieb. In diesem Jahr kaufte der Müller Carl Friedrich Müller aus Schöningen den Betrieb. Kurz darauf errichtete er den heute restaurierten Neubau.
Ein Gutachten verrät, dass die Mühle in der Mitte des 19. Jahrhunderts über drei oberschlächtige Mahlgänge, zwei für Korn und einen Mahlgang für Öl mit einer Presse verfügte. Kontinuierlich das ganze Jahr über konnte nur ein Mahlgang betrieben werden, während die beiden anderen (meist im Sommer) nur tageweise zugeschaltet wurden.
Es war im Jahr 1305, als der Corveyer Propst Friedrich der Stadt die Mühle für 15 Solid verpachtete. Die Mühle lag damals noch nahe bei Höxter. Schon 1361 jedoch wurde sie binnen Höxter erwähnt. Die Stadt expandierte also zur damaligen Zeit enorm. Dann scheint Höxter die Mühle nicht mehr in Pacht gehabt zu haben. Hans Hachmeyer (1637), Heinrich der Obermüller (1647), Obermüller Schlüter (1701), Johann Heinrich Hachmeyer (1703), Heinrich Howinkel (1709, heiratete Elisabeth Detmeln) und Heinrich Jürgen Mühlbein (1711 heiratete Anna Sophia Freisen) waren die ersten amtlich nachgewiesenen Obermüller. Die Liste der weiteren Müller ist lang. Potthof und Rosenfeld, Wulf und Joseph Hartmann (1783), der die Mühle auf Erb und Zins von Corvey die Mühle kaufte. Es folgte Carl Hartmann, der am 24. Dezember 1822 den Bürgereid leistete und 37 Thaler und 21 Silbergroschen Bürgergeld zahlte. Als Taxwert wurden 1836 500 Taler zuzüglich 20 Taler für die Scheune angegeben. Bereits ein Jahr später kaufte Karl Friedrich Müller aus Wirzensberg im Fürstentum Hildesheim die Mühle, riss die Scheune ab und ersetzte sie durch ein zweigeschossiges Traufenhaus. Auch er leistete den Bürgereid. Das Bürgergeld betrug übrigens damals schon 29 Taler und 6 Groschen.
Die Chronik der Stadt Höxter berichtete 1840 über Friedrich Müller neben seinem Alter (38 Jahre) auch die Vermählung mit Christiane Buschmann (41 Jahre). Zwei Stieftöchter hatte der Müller damals: Christiane Rhode (26) und Sophie Rhode (24). Sohn Hermann Müller heiratete später Christine Dürge und freute sich 1864 über Töchterchen Emilie. Als letzter Betreiber ausgewiesen ist 1956 der Müllermeister Ernst Müller. Die Geschichte der Obermühle war ähnlich der der zahllosen Generationen von Müllermeistern und ihren Familien, die ihre harte Arbeit verrichteten.
Die Obermühle wurde Anfang der 1980er Jahre restauriert. Im Jahr 1989 wurde das Gebäude unter Denkmalschutz gestellt.
Seit 1987 befindet sich im vorderen Teil (Fachwerk) der historischen Mühle ein Wohn- und Geschäftshaus. Im hinteren Teil eröffnete im April 1993 ein Café. Seit März 2010 befindet sich dort ein griechisches Restaurant.
Koordinaten: 51° 46′ 34″ N, 9° 22′ 36,6″ O